# Atyriodes coroiconis
Atyriodes coroiconis là một loài bướm đêm trong họ Geometridae.